# Alberta Citylink
Alberta Citylink — канадська авіакомпанія місцевого значення зі штаб-квартирою в Медісін-Хат (Північно-Західні території), яка виконує чартерні пасажирські перевезення головним чином у Міжнародний аеропорт Калгарі, а також з невеликим населеним пунктам території.

## Історія
Авіакомпанія Alberta Citylink була утворена в 1996 році і за кілька місяців у рамках партнерських угод з авіакомпаніями Air BC і Air Canada початку виконання авіарейсів в Альберту і східну частину Британської Колумбії. У 2000 році Air Canada розірвала код-шерінговий договір, однак Alberta Citylink продовжила регулярні перевезення у партнерстві з іншою компанією Peace Air, які виконувалися аж до 2004 року.
З 2004 року після закінчення дії партнерських угод з двома регіональними компаніями Alberta Citylink зосередилася на чартерних перевезеннях, що забезпечують головним чином потреби нафтовидобувних компаній провінції Альберта.
В авіакомпанії працює 20 співробітників.

## Флот
Станом на березень 2007 року повітряний флот авіакомпанії Alberta Citylink складали наступні літаки:
- BAe Jetstream 31 — 1 одиниця;
- BAe Jetstream 32 — 2 одиниці.